# Гвоздики загостренолисті
Гвозди́ки загостреноли́сті (Dianthus spiculifolius) — багаторічна рослина родини гвоздичних. Невисока трава з тонкими стеблами, вузьким листям і білими квітами. Ендемік Карпат, що населяє луки. Рідкісний вид, занесений до Переліку ендемічних, реліктових, рідкісних та зникаючих видів рослин, що зростають на території Івано-Франківської області. Маловідома декоративна культура.
Родова назва «гвоздики» чи «гвоздика» походить від слова «гвіздок» і обумовлена тим, що плоди цього виду нагадують цвяшки. Видові назви «загостренолисті», «гостролиста» пов'язані з характерною особливістю цієї рослини — гострими кінчиками листків, що вирізняє її серед родичок, у яких листя здебільшого м'яке.

## Опис
Багаторічна трав'яниста рослина заввишки 15—30 см, окремі особини якої утворюють подушки, а численні — своєрідний килим. Вегетативні органи яскраво-зелені із малопомітним сизуватим напиленням. Стебла численні, висхідні або прямостоячі, тонкі, густо улиснені, причому листки скупчені переважно в їхній нижній частині. Листкорозміщення супротивне. Листки ланцетні, із загостреними жорсткими кінчиками. Нижні листки завдовжки близько 2,5 см, завширшки 0,1-0,2 см, спрямовані вбік або вгору, по краях тонкозубчасті, трижилкові. Верхні листки більші (завдовжки до 5 см), мають піхви завдовжки 0,2 см, спрямовані вгору під гострим кутом, цілокраї.
Квітконосні пагони численні, при основі циліндричні, вище кутасті, голі. Квітки завширшки 1,5—3 см, розташовані поодиноко на кінцях квітконосних стебел, білі чи блідо-рожеві, зрідка з червоним центром, в зіві сильно борідчасто-волосисті. Їм притаманний специфічний приємний запах, характерний для усіх гвоздик. Чашечка завдовжки 2,5 см, видовжена, вузька, в пуп'янках і на початку цвітіння зелена, пізніше з пурпуровим відтінком. Зубці чашечки загострені, розставлено-війчасті. Приквіткових лусок 2—4 штуки, причому довжина внутрішніх лусок не перевищує 1/5 довжини чашечки. Формою вони від яйцеподібно-еліптичних до оберненояйцеподібних, загострені або гострі, голі, з плівчастими краями. Пелюсток п'ять, їхня довжина складає близько 1,5 см, вони майже округлі, по краях глибоко розсічені на тонкі частки, що спрямовані трохи вниз.
|                                                                                               |  |  |
| Зліва направо:вегетативний пагін великим планом, квітки білого та блідо-рожевого забарвлення. |  |  |

## Поширення та екологія
Гвоздики загостренолисті належать до вузьких ендеміків, тобто видів, чий ареал охоплює малу за площею територію. У природі ця рослина знайдена в Південних та Українських Карпатах, причому в Україні її місця зростання обмежені теренами Івано-Франківської області.
Оселищами цього виду слугують луки альпійського та субальпійського гірських поясів. Світлолюбна і морозостійка рослина, що витримує зимове пониження температури до -23 °C. Квітне у різних частинах ареалу з травня по серпень. Розмножується насінням.

## Значення
Гвоздики загостренолисті охороняють в обох країнах, на теренах яких вони зростають, однак в Україні цей вид занесений лише до регіонального переліку рідкісних рослин (Івано-Франківської області). Через свою рідкісність ця рослина практично невідома широкому загалу садівників, однак її декоративні якості високі, а вирощування у культурі не становить труднощів. Гвоздики загостренолисті трапляються переважно у колекціях ботанічних садів.

## Таксономія
За відомостями сайту The Plant List для цього виду не зареєстровано латинських синонімів. В українській мові окрім основної назви вживають також назву гвозди́ка гостроли́ста, в адміністративних документах цей вид трапляється під назвою гвозди́ка карпа́тська.